# 1702 w literaturze
Wydarzenia literackie w 1702 roku.

## Nowe książki
- Colley Cibber wystawia w Londynie swą sztukę King Imposter.
- Daniel Defoe - satyra na twardą politykę wobec dysydentów: The Shortest Way with the Dissenters, wydana w lipcu 1703 r.
- Tom Brown The Letters from the Dead to the Living.
- William Dampier Voyage to New Holland.

## Zmarli
- Stanisław Herakliusz Lubomirski, polski poeta (ur. 1642)